# Keur Mallé
 (mai 2022).
Si vous disposez d'ouvrages ou d'articles de référence ou si vous connaissez des sites web de qualité traitant du thème abordé ici, merci de compléter l'article en donnant les références utiles à sa vérifiabilité et en les liant à la section « Notes et références ».
 (mai 2022).
Pour les articles homonymes, voir Mallé.
Keur Mallé (aussi appelé Saare Mallé en peul) est un village du Sénégal situé dans la commune de Thiaré, dans l'arrondissement de Koumbal, département de Kaolack, région de Kaolack.
Le village a été créé par le guide religieux Tafsir Mallé Diallo. Il est habité par des peuls, des wolofs et des bambaras. 
Les principales activités des habitants sont l'agriculture, l'élevage, le commerce et le maraîchage. 
Plusieurs jeunes du village immigrent dans les centres-villes régionaux du Sénégal, principalement à Dakar et Saint-Louis et en France.
Une partie des habitants peuls a quitté le village pour s'installer à Ndoffane pour les études secondaires de leurs enfants. 